# Giuseppe Alessandro Furietti

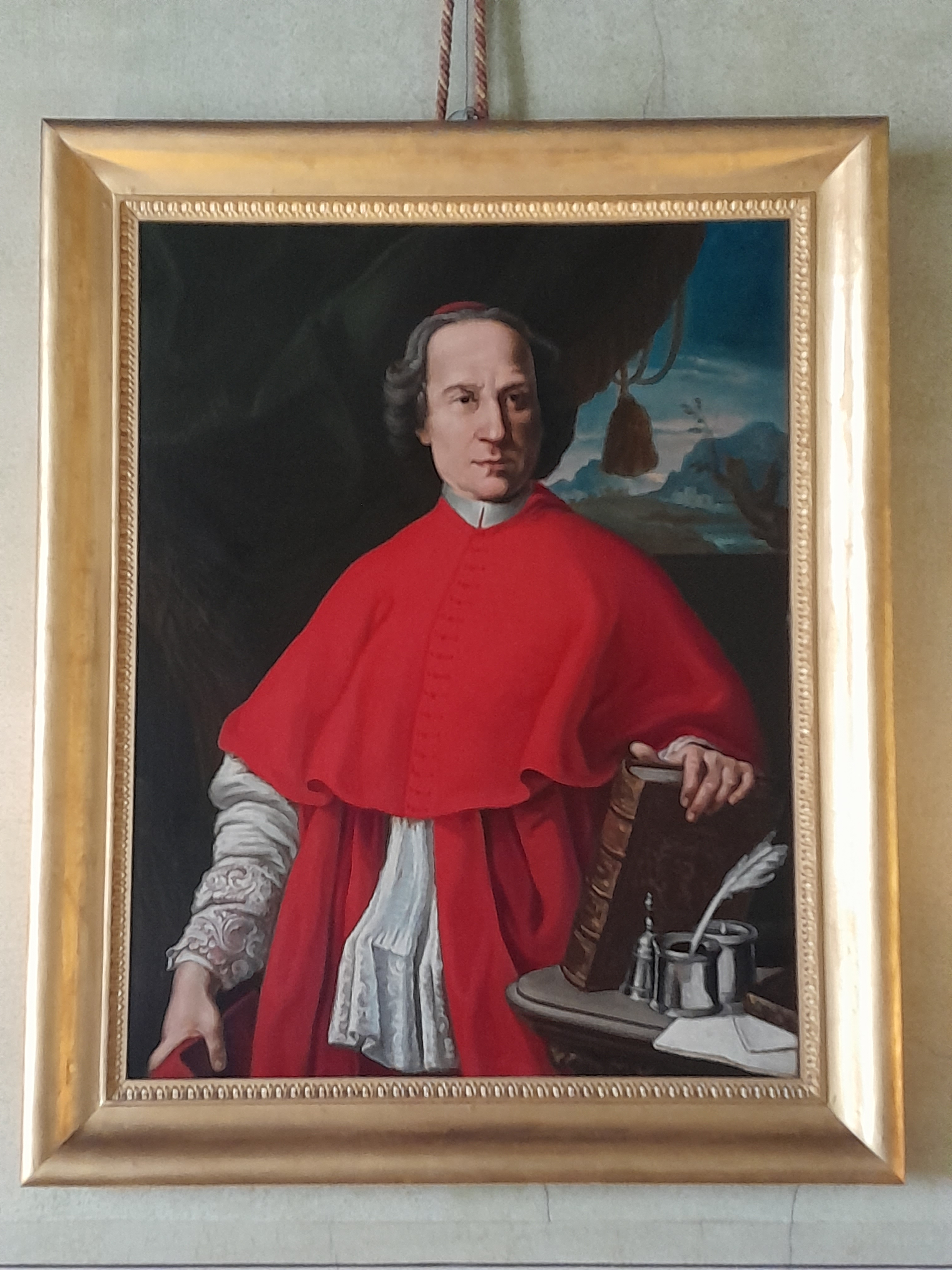
Kardinal Giuseppe Alessandro Furietti (Porträt von Marco Benefial, zw. 1759 und 1764)

Giuseppe Alessandro Furietti (* 23. Januar 1684 in Bergamo; † 14. Januar 1764 in Rom) war ein italienischer Kurienkardinal.

## Leben
Giuseppe Alessandro Furietti wurde 1684 als Sohn einer Patrizierfamilie geboren und studierte. nach dem Besuch der Höheren Schule in Bergamo, Rhetorik und Philosophie in Mailand, außerdem befasste er sich mit Theologie und Kirchenrecht. Vermutlich empfing Furietti um 1705 noch in Bergamo die Priesterweihe. 1709 zog er nach Rom und erfuhr bald die Wertschätzung von Papst Clemens XI., der ihn 1715 als Botschafter nach Venedig entsandte. 1722 wurde er von Papst Innozenz XIII. zum Prälaten an der Apostolischen Signatur berufen, ehe ihn Kardinalvikar Fabrizio Paolucci 1725 zu seinem Leutnant ernannte. 
Im September 1743 ernannte ihn Papst Benedikt XIV. zum Sekretär der Konzilskongregation, nachdem er zuvor elf Jahre Statthalter der Apostolischen Kammer war. In den folgenden Jahren verfasste Furietti mehrere Werke über Kirchenrecht und über Archäologie, wobei die archäologischen Veröffentlichungen besonders die Kunst des antiken Rom behandelten. 1751 wurde das Patriarchat von Aquileia aufgelöst, wogegen er am Kaiserhof in Wien heftig protestierte und so zur Persona non grata wurde. Trotz dieser Vorkommnisse nahm ihn Benedikts Nachfolger Klemens XIII. im Konsistorium vom 24. September 1759 als Kardinalpriester von Santi Quirico e Giulitta ins Kardinalskollegium auf und wies ihm einige wichtige Tätigkeiten zu. Der bereits 75-jährige Kardinal Furietti konnte diese jedoch nicht lange ausüben, da er bald an Arteriosklerose erkrankte. Nach fast fünfjähriger Krankheit starb er schließlich im Januar 1764 und wurde in der Kirche Santi Bartolomeo ed Alessandro dei Bergamaschi begraben.